# John C.H. Wu
John C. H. Wu, även känd som Wu Jingxiong, var en kinesisk jurist, författare och katolsk intellektuell. Han var en av författarna till Republiken Kinas konstitution och skrev en rad verk på kinesiska, engelska, franska och tyska om religiösa ämnen. 
1916 började han sina studier vid Shanghais universitet där han bland annat lärde känna poeten Xu Zhimo. 1920 började han studera juridik vid University of Michigan, vilket lade grunden för en framgångsrik karriär som jurist. 1933 blev han en av upphovsmännen till Republiken Kinas konstitution. Han är också känd för sin korrespondens med den amerikanske domaren Oliver Wendell Holmes, Jr.
Wu var ursprungligen metodist, men konverterade till katolicismen 1937 efter att han läst Thérèse av Lisieux' självbiografi. Wus religiösa intresse tog med tiden över en stor del av hans engagemang och på 1940-talet var han en tid Republiken Kinas minister i Vatikanen.
Under 1950-talet undervisade han i juridik vid en rad amerikanska lärosäten, men återvände 1966 till Taiwan.

## Verk
- Laozi, Sih Paul K.T., red (1961) (på kinesiska). Tao teh ching. Asian institute translations ; 1. New York: St. John's univ. press. Libris 561774
- Wu, John C. H.; Sih Paul K. T. (1965) (på engelska). Chinese humanism and Christian spirituality. Asian philosophical studies ; 2. Jamaica, N.Y.: St. John's Univ. Press. Libris 673093